# Monte Pépoiri
Monte Pépoiri (fr. Mont Pépoiri) – szczyt w Alpach Nadmorskich, części Alp Zachodnich. Leży w południowej Francji w regionie Prowansja-Alpy-Lazurowe Wybrzeże, przy granicy z Włochami. 